# Cecidonia
Cecidonia är ett släkte av lavar. Enligt Catalogue of Life ingår Cecidonia i familjen Lecideaceae, ordningen Lecideales, klassen Lecanoromycetes, divisionen sporsäcksvampar och riket svampar, men enligt Dyntaxa är tillhörigheten istället familjen Lecideaceae, klassen Lecanoromycetes, divisionen sporsäcksvampar och riket svampar.
|           | Mycobilimbia                          |
|           |                                       |
|           | Lecidea                               |
|           |                                       |
|           | Immersaria                            |
|           |                                       |
|           | Lecidoma                              |
|           |                                       |
|           | Farnoldia                             |
|           |                                       |
| Cecidonia | \| \| Cecidonia umbonella \| \| \| \| |
|           | \| \| Cecidonia umbonella \| \| \| \| |
|           | Clauzadea                             |
|           |                                       |
|           | Bellemerea                            |
|           |                                       |
|           | Amygdalaria                           |
|           |                                       |
|           | Porpidia                              |
|           |                                       |
|           | Schizodiscus                          |
|           |                                       |
|           | Romjularia                            |
|           |                                       |
|           | Steinia                               |
|           |                                       |
|           | Koerberiella                          |
|           |                                       |
|           | Cecidonia umbonella                   |
|           |                                       |

|  | Cecidonia umbonella |
|  |                     |